# Julho de 2025 Flotilla da Liberdade de Gaza
A Flotilha da Liberdade de Gaza de Hulho de 2025 foi uma missão marítima civil organizada pela Coaligação da Flotilha da Liberdade (FFC) com o objectivo  de desafiar o bloqueio naval israelita de Gaza e entregar ajuda humanitária. O navio Handala partiu de Siracusa, Itália, no dia 13 de Julho de 2025, transportando um grupo diversificado de activistas, médicos, advogados, jornalistas e suprimentos humanitários.   Antes de seguir para Gaza, fez uma paragem em Galípoli, entre  15 e 20 de Julho.   A sua chegada costa de Gaza estava prevista para dia 27 ou 28 de Julho.  Antes que pudesse chegar ao seu destino, Israel interceptou e apreendeu o navio em águas internacionais, na noite de dia 26 de Julho e prendeu os membros da tripulação.

## Contexto
A Coaligação da Flotilha da Liberdade é uma rede internacional de organizações de base, que organizou várias missões a Gaza desde 2010, com o objetivo de quebrar o bloqueio israelita e chamar a atenção global para a crise humanitária no enclave.  A missão de Julho de 2025 segue a interceptação do navio anterior da coaligação, Madleen, pelas forças israelitas, em Junho de 2025, durante a qual voluntários, activistas e a deputada do Parlamento Europeu, Rima Hassan, e jornalistas, foram detidos e deportados. 
Após os ataques de 7 de outubro e durante a guerra que se seguiu em Gaza, Israel intensificou o seu bloqueio à Faixa de Gaza, classificando-o como um bloqueio total que impede a entrada de alimentos, água, medicamentos, combustível e eletricidade, causando um elevado risco de fome e uma crise humanitária que os académicos descreveram como genocídio.  Devido aos postos de controlo israelitas em Gaza, anteriores aos ataques de 7 de outubro, o Governo israelita e as Forças de Defesa de Israel (FDI) têm controlado a entrada de ajuda humanitária em Gaza, tendo a entrega de ajuda sido interrompida várias vezes ao longo dos anos, quer através de bloqueios do Governo israelita, quer de protestos de civis israelitas. Além disso, desde 2 de março de 2025, tem sido permitida a entrada de muito pouca ajuda humanitária em Gaza, tendo a Classificação Integrada da Fase de Segurança Alimentar (IPC) suscitado preocupações quanto à fome em Gaza. 
Após os ataques de 7 de Outubro, e durante a guerra que se seguiu em Gaza, Israel intensificou o bloqueio à Faixa de Gaza, classificando-o como um bloqueio total que impede a entrada de alimentos, água, medicamentos, combustível e eletricidade, criando um elevado risco de fome e uma crise humanitária que os estudiosos descreveram como genocídio.
Através dos postos de controlo israelitas em Gaza, anteriores aos ataques de 7 de Outubro, o Governo israelita e as Forças de Defesa de Israel (FDI), têm controlado a entrada de ajuda humanitária em Gaza. A entrega de ajuda foi várias vezes interrompida ao longo dos anos, quer através de bloqueios do Governo israelita, quer de protestos de civis israelitas. Para além disto, a partide de 2 de Março de 2025, não foi permitida a entrada de muita ajuda humanitária em Gaza, tendo a Classificação Integrada da Fase de Segurança Alimentar (IPC) suscitado preocupações quanto à fome em Gaza.
Para esta missão, a Freedom Flotilla Coalition utilizou o antigo arrastão norueguês de 20 metros de comprimento Navaren/Navarn, MMSI 232061752, renomeado como Handala em homenagem à personagem icónica de desenhos animados criada por Naji al-Ali, que simboliza a resistência palestiniana e o direito de regresso dos refugiados palestinianos.
A missão Handala tinha três objetivos principais: 
- quebrar o bloqueio navegando diretamente para Gaza, desafiando o bloqueio naval israelense, que está em vigor desde 2007
- entregar ajuda, como alimentos, medicamentos e outros suprimentos humanitários, à população sitiada de Gaza
- mostrar solidariedade amplificando as vozes dos palestinianos e destacando o papel dos atores internacionais na sustentação ou no desafio ao bloqueio. [2][3][12]

A FFC declarou: "Não somos governos. Somos pessoas, agindo onde as instituições falharam. Esta missão é para as crianças de Gaza." 

## Participantes e apoio
A borod do Handala seguiam 21 pessoas oriundas de 21 países, incluindo médicos e profissionais da saúde voluntários, advogados, activistas de direitos humanos, jornalistas e outros profissionais de meios de comunicação, activistas pela justiça social e organizadores comunitários.
Legenda
| Participant               | Country               | Occupation                             | Previous related activity                          |
| ------------------------- | --------------------- | -------------------------------------- | -------------------------------------------------- |
| Vigdis Bjorvand           | Norway                | Cook activist                          | ConscienceJune 2025 Gaza Freedom Flotilla\|Madleen |
| Yazan Eissa               | - Palestine - Romania | Handyman                               | Madleen (June 2025)                                |
| Sergio Toribio Sánchez    | Spain                 | Maritime engineer activist             | Madleen (June 2025)                                |
| Hatem Aouini              | Tunisia               | Trade unionist teacher                 | Soumoud Convoy (2025)                              |
| Tan Safi                  | Australia             | Journalist filmmaker                   | 2024 attempt                                       |
| Braedon Peluso            | USA                   | Mariner                                | 2024 attempt                                       |
| Bob Suberi                | - USA - Israel        | Activist                               | Handala (2023)                                     |
| Robert Martin             | Australia             | Activist                               | Freedom Flotilla III (2015)                        |
| Caoimhe Butterly          | Ireland               | Activist                               | 2010 mission                                       |
| Huwaida Arraf             | - USA - Israel        | Activist lawyer                        | 2010 mission                                       |
| Chris Smalls              | USA                   | Labor organizer                        |                                                    |
| Jacob Berger              | USA                   | Actor activist                         |                                                    |
| Gabrielle Cathala         | France                | MP                                     |                                                    |
| Emma Fourreau             | France                | MEP                                    |                                                    |
| Justine Kempf             | France                | Nurse with MSF and Médecins du Monde   |                                                    |
| Ange Sahuquet             | France                | Engineer activist                      |                                                    |
| Santiago González Vallejo | Spain                 | Economist trade unionist               |                                                    |
| Waad Aal Musa             | - Iraq - USA          | Al Jazeera journalist                  |                                                    |
| Mohamed El Bakkali        | Morocco               | Al Jazeera journalist                  |                                                    |
| Frank Romano              | - France - USA        | Lawyer academic actor                  |                                                    |
| Chloé Fiona Ludden        | - France - UK         | Scientist former UN staffer            |                                                    |
| Mohammed Mustafa          | - Australia - UK      | Medical doctor who volunteered in Gaza |                                                    |
| Yipeng Ge                 | - China - Canada      | Medical doctor who volunteered in Gaza |                                                    |
| Antonio La Piccirella     | Italy                 | Mariner activist                       |                                                    |
| Antonio Mazzeo            | Italy                 | Teacher journalist                     |                                                    |

A missão é apoiada por uma coligação de ONGs, sindicatos e grupos de defesa, e recebeu o apoio de importantes figuras e organizações internacionais. 

## Suposta sabotagem e viagem antecipada
O Handala partiu do porto italiano de Gallipoli às 11h43 do dia 20 de julho de 2025.  Em 23 de julho, o 'rastreador Handala ' no site oficial da FFC mostrou o barco seguindo para leste, ao largo da costa sul de Creta . 
Na noite de 24 de Julho, a FFC anunciou que todas as comunicações com o Handala tinham sido bloqueadas e que tinham sido avistados drones nas proximidades;   o contacto foi restabelecido cerca de duas horas depois. 

## Interceptação, abordagem e detenção de passageiros por Israel
Após ter o acesso negado repetidamente pelas autoridades israelitas,  a equipa jurídica do grupo, a Adalah, foi finalmente autorizada a encontrar-se com os activistas e a prestar-lhes assistência jurídica e consulta. Gabrielle Cathala, Jacob Berger e Antonio Mazzeo concordaram em assinar os papéis de deportação e foram definidos para expulsão imediata,  enquanto Bob Suberi e Huwaida Arraf, ambos com cidadania israelita, foram libertados após interrogatório. Outros doze activistas recusaram a deportação e permaneceram sob custódia israelita enquanto aguardavam audiências legais. 
A 27 de Julho, os quatro restantes não se tinham encontrado com a equipa jurídica. De acordo com a Adalah, Israel, apesar de rebocar intencionalmente o grupo para fora das águas internacionais, estava a acusá-los de entrada ilegal e não lhes tinha dado outra escolha senão a "deportação voluntária" ou serem julgados perante um tribunal. 
No dia 28 de Julho, os dois jornalistas da tripulação foram condenados à deportação.  Os outros dezasseis activistas permaneceram detidos na  he, Ramla, uma instalação com um histórico registado de violações dos direitos humanos,  onde compareceram perante o tribunal nesse dia. O tribunal manteve a sua detenção até à expulsão, com a maioria deles a entrar em greve de fome. Os detidos lamentaram os maus-tratos na prisão israelita, incluindo agressões físicas por parte das IDF, más condições de higiene e falta de ventilação;  em particular, Chris Smalls foi alegadamente estrangulado e pontapeado nas pernas por sete polícias. 
No dia 29 de Julho, o jornalista Mohamed El Bakkali foi repatriado, também esperado que o activista Antonio "Tony" La Piccirella também fosse deportado antes do fim do dia.

## Reacções
A FFC denunciou a agressão israelita como "uma grave violação do direito internacional ", em desafio às ordens vinculativas do Tribunal Internacional de Justiça (CIJ) sobre a facilitação do acesso humanitário a Gaza. Ann Wright, membro do comité de direção da FFC, sublinhou que Israel não tinha "autoridade legal para deter civis internacionais a bordo do Handala ", que operavam "ao abrigo do direito internacional em águas internacionais". 
A Fundação Hind Rajab, sedeada na Bélgica, apresentou uma queixa criminal junto da polícia metrolopolitana de Londres, por crime de guerra após a interceptação do Handala, um navio com a bandeira britânica, a confiscação de bens com destino a ajuda humanitária e a prisão dos passageiros. A fundação apelou à coordenação entre a Interpol, as Nações Unidas e o Tribunal Criminal internacional, de forma a acusar o Vice almirante   David Saar Salama (comandante da marinha Israelita) e outros oficiais por violarem a soberania britânica, a Convenção das Nações Unidas sobre a Lei do Mar (UNCLOS)  e a Convenção de Genebra tal com as ordens and the Fourth Geneva Convention, as well as challenging the aforementioned binding orders of the ICJ.